# Liste der Baudenkmale in Richtenberg
In der Liste der Baudenkmale in Richtenberg sind alle Baudenkmale der Stadt Richtenberg im Landkreis Vorpommern-Rügen und ihrer Ortsteile aufgelistet. Grundlage ist die Veröffentlichung der Denkmalliste des Landkreises Vorpommern-Rügen, Auszug aus der Kreisdenkmalliste vom Juli 2012.
| ID   | Lage                                         | Bezeichnung                                         | Beschreibung | Bild                                          |
| ---- | -------------------------------------------- | --------------------------------------------------- | --- | --------------------------------------------- |
| 954  | Am Markt (Karte)                             | Ehrenmal für die im 2. WK gefallenen sowj. Soldaten | Obelisk von nach 1945 | Weitere Bilder                                |
| 947  | Am Markt 1 (Karte)                           | Wohn- und Geschäftshaus                             | |                                               |
| 948  | Am Markt 10 (Karte)                          | Wohn- und Geschäftshaus                             | 2-gesch. saniertes Haus | Wohn- und Geschäftshaus                       |
| 949  | Am Markt 11 (Karte)                          | Wohnhaus mit Hofgebäude                             | | Wohnhaus mit Hofgebäude                       |
| 950  | Am Markt 15 (Karte)                          | Wohnhaus                                            | | Wohnhaus                                      |
| 952A | Am Markt 20 (Karte)                          | Wohnhaus                                            | | Wohnhaus                                      |
| 952B | Am Markt 21 (Karte)                          | Wohnhaus                                            | | Wohnhaus                                      |
| 953A | Am Markt 24 (Karte)                          | Wohnhaus mit ehemaliger Kornbrennerei               | | Wohnhaus mit ehemaliger Kornbrennerei         |
| 953B | Am Markt 24 (Karte)                          | ehemalige Kornbrennerei                             | | ehemalige Kornbrennerei                       |
| 953C | Am Markt 22 (Karte)                          | ehemalige Kornbrennerei (Lagerhaus I, II)           | |                                               |
| 960  | An der Stralsunder Straße (Karte)            | Neuer Friedhof (2 gusseiserne Kreuze)               | |                                               |
| 955  | Bahnhofstraße 6 (Karte)                      | ehemaliges Gaswerk                                  | | ehemaliges Gaswerk                            |
| 992  | Brinkstraße 11c (Karte)                      | Bauernhaus                                          | |                                               |
| 961  | In der Kurve 11 (Karte)                      | Wohnhaus                                            | | Wohnhaus                                      |
| 962  | In der Kurve 13 (Karte)                      | Wohn- und Geschäftshaus                             | | Wohn- und Geschäftshaus                       |
| 964  | In der Kurve 26 (Karte)                      | Wohnhaus                                            | | Wohnhaus                                      |
| 965  | Küsterstraße (Karte)                         | Kirche mit Kirchhof und drei Grabstelen             | Gotische, teils romanische dreischiffige, 3-jochige Feld- und Backsteinkirche von um 1220 mit Rippengewölbe; Langhaus und Westturm vom Anfang des 15. Jh.; Obergeschoss des Turms später aufgesetzt, Pyramidendach 1995 erneuert; Innen: spätgotische Ausmalung 1913/1914 erneuert, barocke Kanzel von um 1725, Altar und steinernen Taufe vom 18. Jh., Orgel mit neugotischem Orgelprospekt von 1861. | Weitere Bilder                                |
| 966  | Küsterstraße 8 (Karte)                       | Neues Pfarrhaus mit Stall                           | |                                               |
| 967  | Lange Straße 2 (Karte)                       | Altes Pfarrhaus mit Haustreppe aus Grabstelen       | | Altes Pfarrhaus mit Haustreppe aus Grabstelen |
| 968  | Lange Straße 6 (Karte)                       | Rathaus                                             | 2-gesch. historisierender Bau von 1895 | Rathaus                                       |
| 969  | Lange Straße 7 (Karte)                       | Haustür und Tor                                     | | Haustür und Tor                               |
| 970  | Lange Straße 8 (Karte)                       | Haustür                                             | |                                               |
| 972  | Lange Straße 20                              | Haustür                                             | |                                               |
| 973  | Lange Straße 23 (Karte)                      | Wohnhaus                                            | |                                               |
| 974  | Lange Straße 26 (Karte)                      | Haustür                                             | |                                               |
| 975  | Lange Straße 40 (Karte)                      | Wohnhaus                                            | |                                               |
| 976  | Lange Straße 42 (Karte)                      | Wohnhaus                                            | | Wohnhaus                                      |
| 977  | Lange Straße 50 (Karte)                      | Haustür                                             | | Haustür                                       |
| 978  | Lange Straße 53 (Karte)                      | Haustür                                             | |                                               |
| 979  | Lange Straße 71 (Karte)                      | Wohnhaus mit Hofgebäude                             | | Wohnhaus mit Hofgebäude                       |
| 982  | Lange Straße 88 (Karte)                      | Wohnhaus                                            | 2-gesch. 2001 saniertes Haus | Wohnhaus                                      |
| 983  | Lange Straße 89 (Karte)                      | Wohnhaus                                            | | Wohnhaus                                      |
| 984  | Lange Straße 90                              | Wohnhaus                                            | abgerissen | Wohnhaus                                      |
| 985  | Lange Straße 91 (Karte)                      | Wohnhaus                                            | | Wohnhaus                                      |
| 986  | Lange Straße 92 (Karte)                      | Altenwohnheim (ehemaliges Brennereiwohnhaus)        | 3-gesch. Haus von um 1860, heute mit betreuten Altenwohnungen | Altenwohnheim (ehemaliges Brennereiwohnhaus)  |
| 987  | Lange Straße 93 (Karte)                      | Wohnhaus (Post)                                     | | Wohnhaus (Post)                               |
| 988  | Lange Straße 94 (Karte)                      | Haustür                                             | | Haustür                                       |
| 989  | Lange Straße 95 (Karte)                      | Haustür                                             | | Haustür                                       |
| 991  | Mühlenbergstraße 3 (Karte)                   | Hofgebäude                                          | | Hofgebäude                                    |
| 990  | Mühlenbergstraße / Ecke Lange Straße (Karte) | zwei Handschwengelpumpen                            | | zwei Handschwengelpumpen                      |
| 957  | Papenhagen 17 (Karte)                        | Stall                                               | |                                               |
| 958  | Papenhagen 22                                | Mühle                                               | |                                               |
| 994  | Wasserstraße 5 (Karte)                       | Wohnhaus                                            | | Wohnhaus                                      |
| 956  | Wolfshäger Straße 1                          | Wohnhaus                                            | |                                               |
| 993  | Wolfshäger Straße 7                          | ehemaliges Forsthaus                                | |                                               |
| 959  | Zandershäger Weg (Karte)                     | Alter Friedhof (5 gusseiserne Kreuze)               | |                                               |

## Quelle
- Denkmalliste des Landkreises Vorpommern-Rügen